# Хоменко, Алексей Владимирович
Алексе́й Влади́мирович Хоме́нко (укр. Олексій Володимирович Хоменко; 28 августа 1994) — украинский футболист, полузащитник

## Биография

### Ранние годы
Воспитанник ДЮСШ «Молодь» города Полтавы. С 2007 по 2011 год провёл 59 матчей и забил 4 гола в чемпионате ДЮФЛ.

### Клубная карьера
Летом 2012 года присоединился к составу луцкой «Волыни». За два года провёл 17 матчей и забил 1 мяч за юношескую (до 19 лет) и 4 игры за молодёжную (до 21 года) команды «крестоносцев», однако ни разу не сыграл за основной состав.
Летом 2013 года стал игроком ужгородской «Говерлы». 13 июля того же года дебютировал в молодёжной команде закарпатцев в выездном матче против донецкого «Шахтёра». 16 апреля 2016 дебютировал в составе «Говерлы» в домашней игре Премьер-лиги против киевского «Динамо», заменив на 84-й минуте Алексея Савченко.

## Статистика
| Клуб    | Лига         | Сезон   | Чемпионат | Чемпионат | Кубок | Кубок | Дубль | Дубль |
| Клуб    | Лига         | Сезон   | Игры      | Голы      | Игры  | Голы  | Игры  | Голы  |
| ------- | ------------ | ------- | --------- | --------- | ----- | ----- | ----- | ----- |
| Волынь  | Премьер-лига | 2012/13 |           |           |       |       | 4     | 0     |
| Говерла | Премьер-лига | 2013/14 |           |           |       |       | 20    | 3     |
| Говерла | Премьер-лига | 2014/15 |           |           |       |       | 18    | 0     |
| Говерла | Премьер-лига | 2015/16 | 2         | 0         |       |       | 12    | 0     |